# Tomás Valle (Metro de Lima y Callao)
Tomás Valle es el nombre asignado a la séptima futura estación de la línea 3 del Metro de Lima y Callao. Será construida de manera subterránea entre el límite de los distritos de Los Olivos e Independencia, en la avenida con el mismo nombre.

## Acceso
La estación Tomás Valle está ubicada en el límite entre los distrito de Los Olivos e Independencia, en la avenida Tomás Valle. La estación, al igual que otras estaciones de la línea 3, estará equipada con ascensores, escaleras mecánicas, señalización y pisos acondicionados para personas con discapacidad visual. Además, la construcción de la infraestructura de la estación será antisísmica.